# West Elkton
West Elkton – wieś w Stanach Zjednoczonych, w stanie Ohio, w hrabstwie Preble.